# Cresera intensa
Cresera intensa är en fjärilsart som beskrevs av Rothschild 1909. Cresera intensa ingår i släktet Cresera och familjen björnspinnare. Inga underarter finns listade i Catalogue of Life.